# Robert Franklin Muirhead
Robert Franklin Muirhead (Shawlands, Glasgow, janeiro de 1860 – 1941) foi um matemático escocês, descobridor da desigualdade de Muirhead.

## Vida e educação
Robert Franklyn Muirhead estudou na Universidade de Glasgow, onde obteve a graduação com um BSc (1879) e um MA (1881). Recebendo uma bolsa de quatro anos, continuou a estudar no St Catharine's College da Universidade de Cambridge, onde recebeu em 1886 o Smith Prize por seu ensaio sobre as leis do movimento de Newton, passando um ano na Universidade de Göttingen 

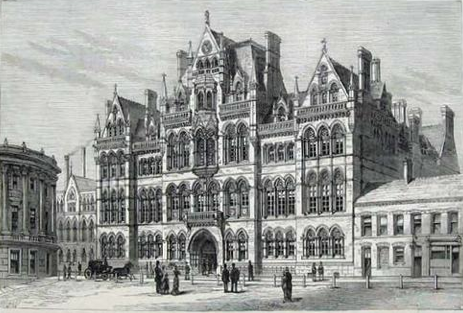
Mason Science College, atual Universidade de Birmingham

## Honrarias
Muirhead foi eleito membro da Edinburgh Mathematical Society em fevereiro de 1884, sendo eleito duas vezes seu presidente (em 1899 e 1909).